# Bertrand Gille
Bertrand Fabien Gille (Valence, 24 de março de 1978) é um handebolista francês.
Ele é irmão do também handebolista Guillaume Gille. Os dois atuam juntos no time alemão HSV Hamburg, e foram campeões olímpicos em 2008.

## Carreira

### Clubes
- 1984–1996 : HBC Loriol
- 1996–2002 : Chambéry Savoie Handball
- 2002–atualmente : HSV Hamburg

### Estatísticas
- HSV Hamburg

| Temporada | Clube       | Liga       | Jogos | Gols | 7-metros | Total |
| --------- | ----------- | ---------- | ----- | ---- | -------- | ----- |
| 2002–03   | HSV Hamburg | Bundesliga | 32    | 154  | 6        | 148   |
| 2003–04   | HSV Hamburg | Bundesliga | 34    | 139  | 0        | 139   |
| 2004–05   | HSV Hamburg | Bundesliga | 26    | 126  | 3        | 123   |
| 2005–06   | HSV Hamburg | Bundesliga | 27    | 101  | 7        | 94    |
| 2006–07   | HSV Hamburg | Bundesliga | 32    | 124  | 0        | 124   |
| 2007–08   | HSV Hamburg | Bundesliga | 29    | 99   | 3        | 96    |
| 2008–09   | HSV Hamburg | Bundesliga | 27    | 76   | 0        | 76    |
| 2002–2009 | Total       | Bundesliga | 207   | 819  | 19       | 800   |

### Seleção Francesa
- Primeira convocação : Novembro de 1997 (contra a República Tcheca)
- Número de convocações: 245
- Gols pela Seleção: 754

números atualizados em Maio de 2011

## Títulos

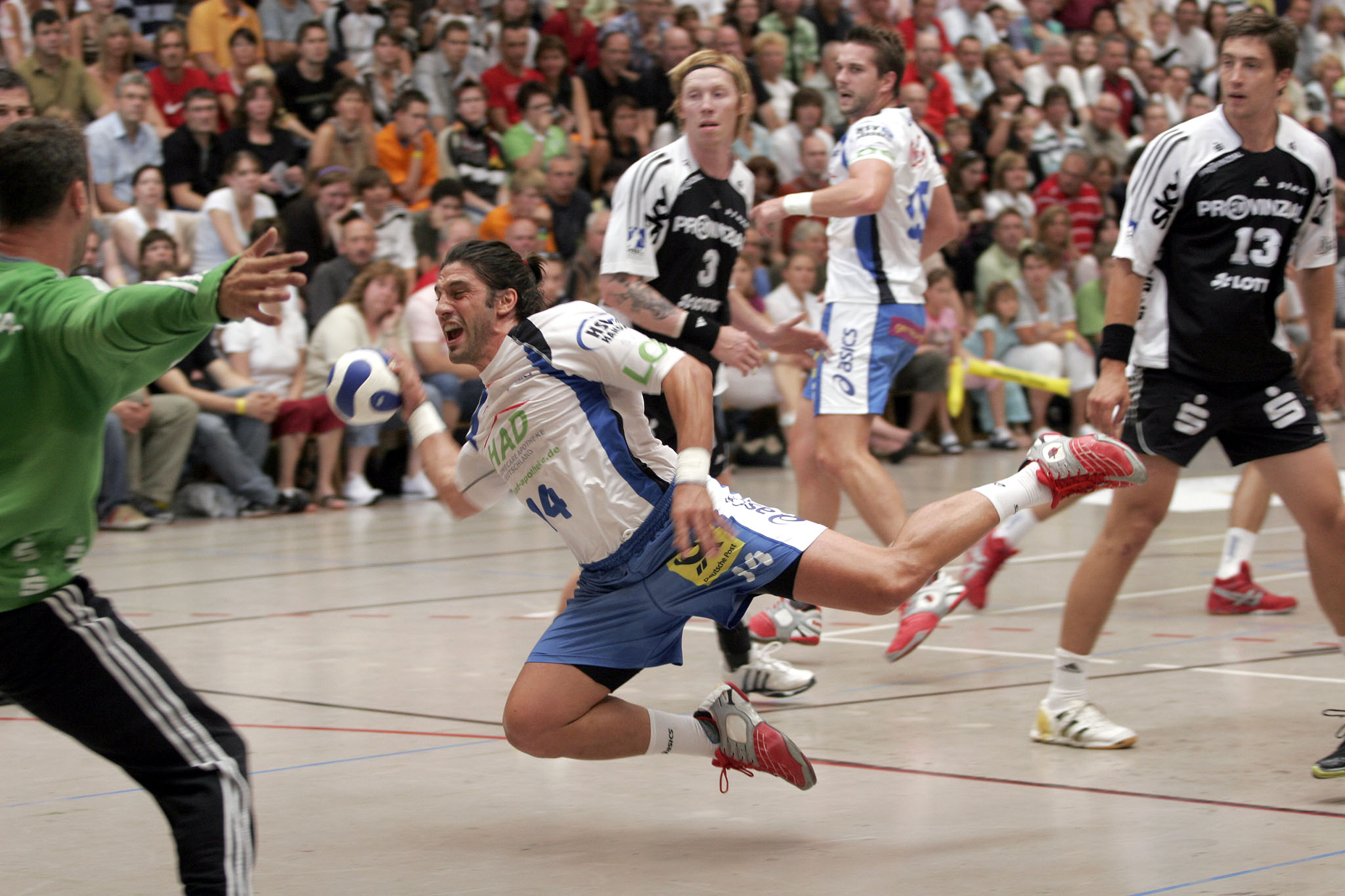
Gille (uniforme branco) durante o Campeonato Europeu de 2010.

### Individuais
- 2001 - Melhor pivô do Campeonato Mundial;
- 2002 -  Melhor jogador de handebol do mundo pela IHF;[7]
- 2008 -  Título nobre de "Chevalier de la Légion d'honneur";[8]
- 2011 - Melhor pivô do Campeonato Mundial.

### Pela Seleçao Francesa

#### Olimpíadas
- 2008 -  Campeão olímpico
- 2012 -  Campeão olímpico

#### Campeonato Mundial
- 2001 -  Campeão;
- 2003 -  3º lugar;
- 2005 -  3º lugar;
- 2007 - 4º lugar;
- 2011 -  Bicampeão.

#### Campeonato Europeu
- 2006 -  Campeão;
- 2008 -  Vice-campeão;
- 2010 -  Bicampeão.

### Por clubes
- 2001 -  Campeão francês;
- 2002 -  Campeão da Copa da França;
- 2007 -  Campeão "Cup Winners Cup";
- 2004 -  Vice-campeão alemão;
- 2004 -  Campeão "Supercupwinner - Alemanha";
- 2006 -  Bicampeão "Supercupwinner - Alemanha";
- 2006 -  Campeão Copa da Alemanha;
- 2007 -  Campeão "Cup Winners Cup";
- 2008 -  Vice-campão alemão;
- 2010 -  Tricampeão "Supercupwinner - Alemanha";
- 2010 -  Bicampeão da Copa da Alemanha.